# Orżycia
Orżycia (ukr. Оржиця) – osiedle typu miejskiego w rejonie łubieńskim Ukrainy, siedziba władz Orżyckiej Hromady Osiedlowej. Do 2020 siedziba władz zlikwidowanego rejonu orżyckiego.
Status osiedla typu miejskiego posiada od 1968.
W 1989 liczyła 4 292 mieszkańców.
W 2016 liczyła 3 556 mieszkańców.
W 2023 liczyła około 4 000 mieszkańców.